# Kingiodendron tenuicarpum
Kingiodendron tenuicarpum är en ärtväxtart som beskrevs av Bernard Verdcourt. Kingiodendron tenuicarpum ingår i släktet Kingiodendron och familjen ärtväxter. Inga underarter finns listade i Catalogue of Life.